# 矿物物理学

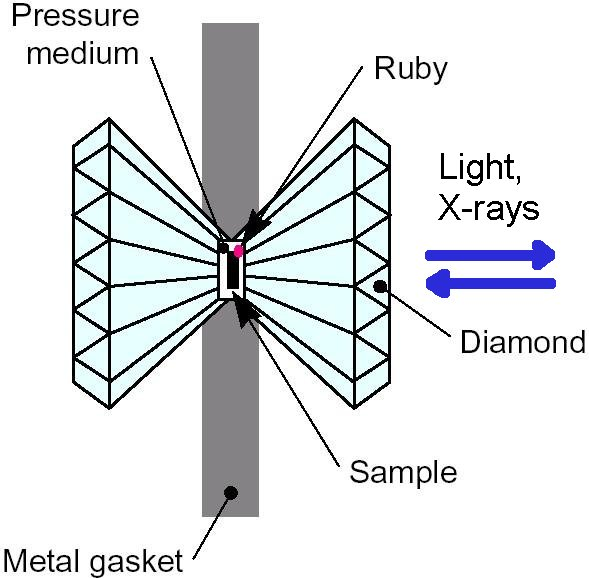
金刚石压砧的示意图，压腔中的实验样品直径通常只有几毫米。

矿物物理学（英語：Mineral physics）是一门通过研究矿物在高温高压下的物理和化学性质来理解行星内部构成和演化的学科。它的主要研究对象是地球和太阳系内的其他类地行星。从矿物物理学中推测出的地球深部的物理化学特性，可以用来和地震波、重力异常、地磁场和电磁场等地球表面的观测数据比较，从而研究板块构造、地幔对流、地球发电机等相关现象和理论。
矿物物理学中常见的实验工具包括大腔体多面砧压机和金刚石压砧，后者可以将微米大小的实验样品加热加压到数千开尔文和数百吉帕，接近地球中心的温度与压强。